# Cú trán trắng
Cú trán trắng (tên khoa học: Athene brama) là một loài chim trong họ Strigidae.

## Hình ảnh

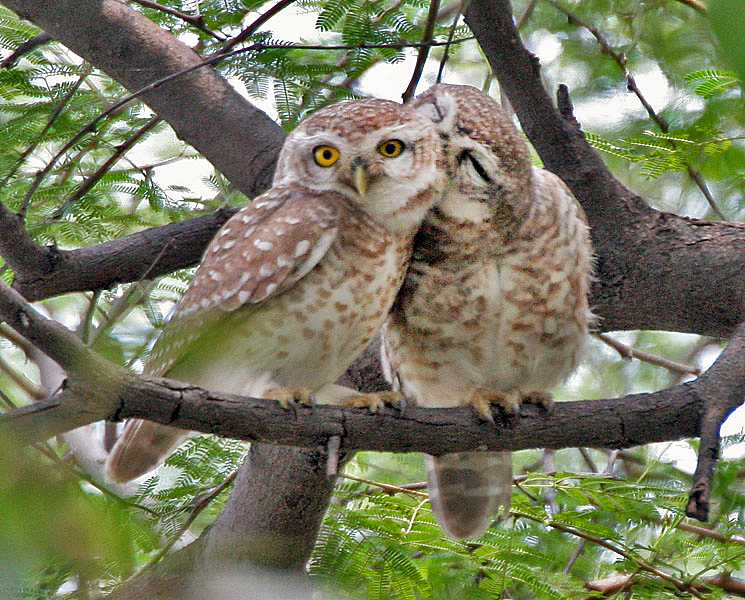
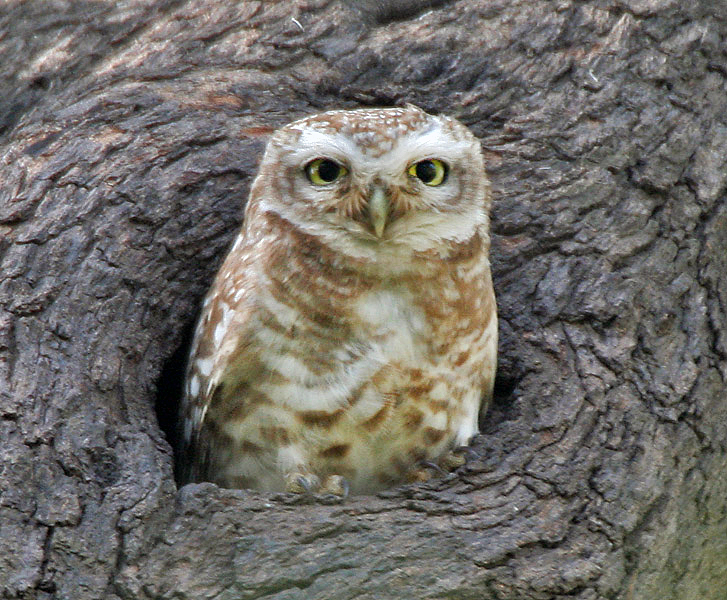
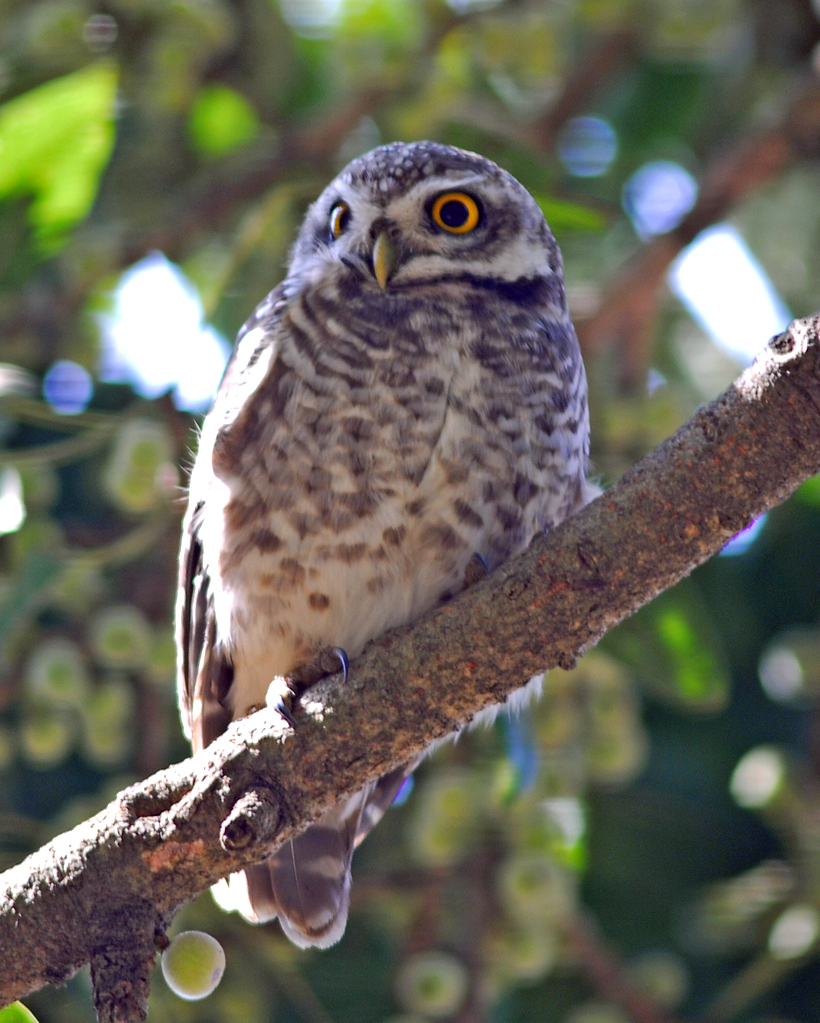
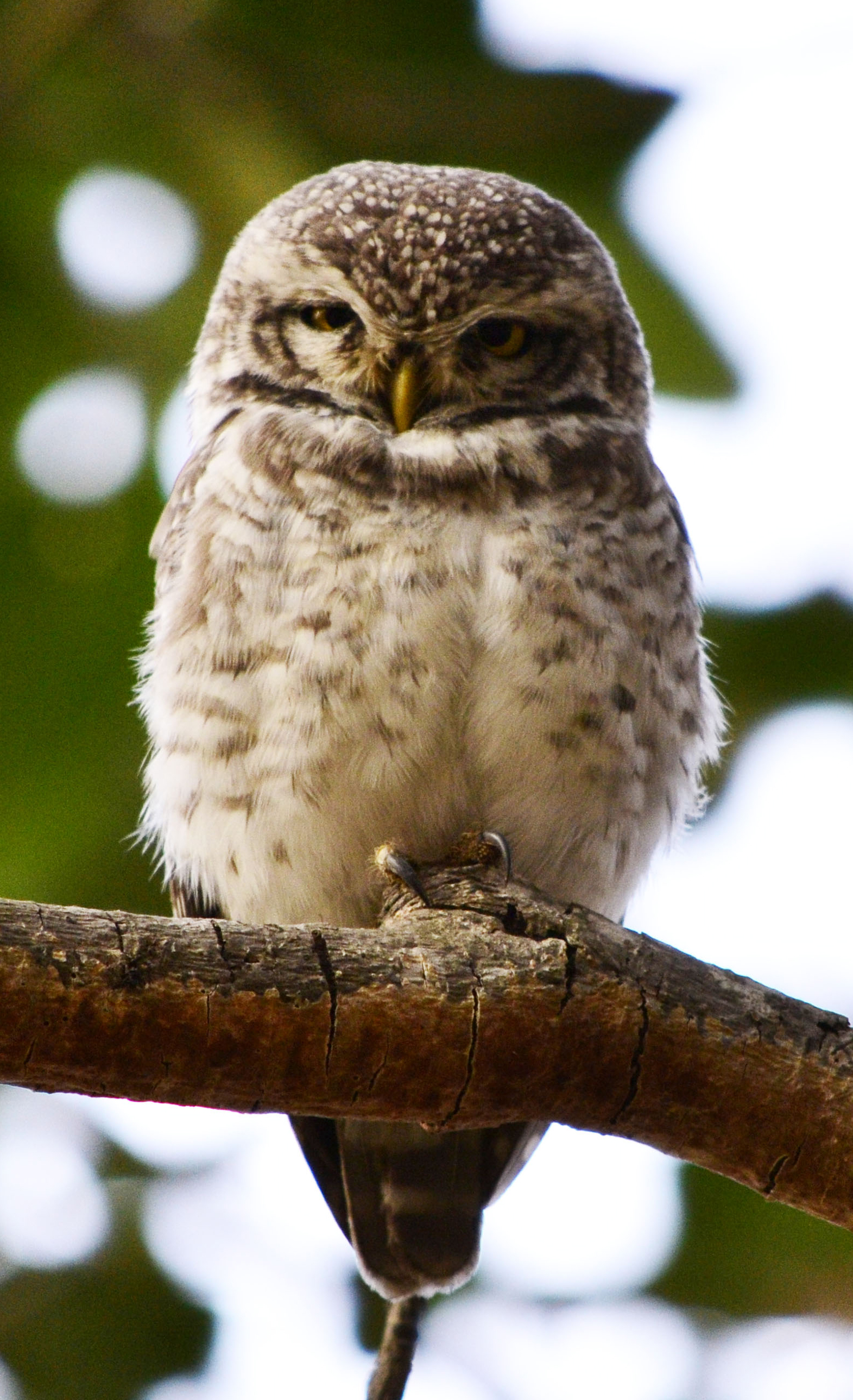
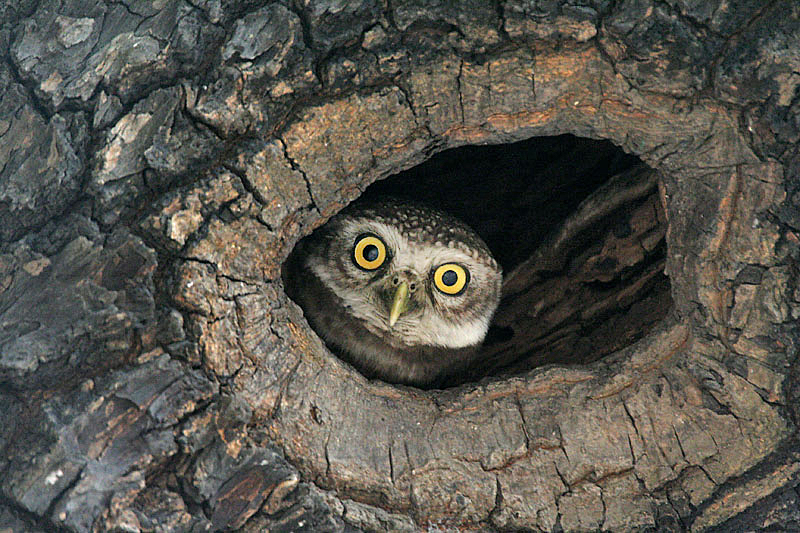